# Barbara Tabita
Barbara Tabita, née le 13 février 1975 à Augusta sur l’île de la Sicile en Italie, est une actrice italienne.

## Biographie
Barbara Tabita naît à Augusta dans la province de Syracuse sur l’île de la Sicile. Elle étudie l’art dramatique à l’école du Teatro Stabile de Catane.
Après des débuts au théâtre, elle tourne pour la première fois au cinéma en 2002 dans la comédie musicale Come se fosse amore de Roberto Burchielli (it). Elle obtient ensuite plusieurs rôles secondaires dans des productions italiennes, comme dans le film sentimental Ti amo in tutte le lingue del mondo de Leonardo Pieraccioni en 2005 ou la comédie de noël Natale in Sudafrica de Neri Parenti en 2010. Elle joue également dans plusieurs séries télévisées italiennes, comme dans la huitième saison de la série Les Destins du cœur (Incantesimo) ou dans le soap-opera Agrodolce.
En 2013, elle joue dans la comédie dramatique La mafia tue seulement en été (La mafia uccide solo d'estate) de Pierfrancesco Diliberto. En 2015, elle partage l’affiche de la comédie sicilienne Italo d'Alessia Scarso avec Elena Radonicich et Marco Bossi et est à l’affiche du premier film du comique Marcello Macchia, Italiano medio.

## Filmographie

### Au cinéma

#### Longs-métrages
- 2002 : Come se fosse amore de Roberto Burchielli
- 2003 : Ho visto le stelle! de Vincenzo Salemme
- 2004 : Sara May de Marianna Sciveres
- 2005 : Ti amo in tutte le lingue del mondo de Leonardo Pieraccioni
- 2006 : A Hero... in Rome de Panos Angelopoulos
- 2006 : Terapia Roosevelt de Vittorio Muscia
- 2007 : Il 7 e l'8 de Giambattista Avellino et Ficarra e Picone
- 2009 : Io & Marilyn de Leonardo Pieraccioni
- 2010 : Natale in Sudafrica de Neri Parenti
- 2013 : La mafia tue seulement en été (La mafia uccide solo d'estate) de Pierfrancesco Diliberto
- 2014 : Ci devo pensare de Francesco Albanese
- 2015 : Italo d'Alessia Scarso
- 2015 : Italiano medio de Marcello Macchia
- 2015 : Matrimonio al sud de Paolo Costella
- 2015 : Belli di papá de Guido Chiesa
- 2015 : Nomi et cognomi de Sebastiano Rizzo
- 2015 : Lo scambio de Salvo Cuccia

#### Courts-métrages
- 2012 : La ricotta e il caffè de Sebastiano Rizzo

### À la télévision

#### Séries télévisées
- 2006 : Les Destins du cœur (Incantesimo)
- 2006 : Commissaire Montalbano (Il commissario Montalbano) d'Alberto Sironi, épisode Il gioco delle tre carte
- 2007 : Il giudice Mastrangelo 2 d'Enrico Oldoini, épisode Belle maniere con delitto
- 2008 : Agrodolce
- 2008 : La Nuova Squadra
- 2010 : I Cesaroni 4 de Stefano Vicario et Francesco Pavolini
- 2014 : Fuoriclasse de Riccardo Donna